# Sarcophaga dahliana
Sarcophaga dahliana är en tvåvingeart som först beskrevs av Günther Enderlein 1928.  Sarcophaga dahliana ingår i släktet Sarcophaga och familjen köttflugor. Inga underarter finns listade i Catalogue of Life.